# 尾池和夫
尾池 和夫（おいけ かずお、1940年5月31日 - ）は、日本の地球科学者（地震学）。学位は、理学博士（京都大学・1972年）。瓜生山学園理事、京都大学名誉教授。
京都大学総長（第24代）、京都造形芸術大学学長、静岡県公立大学法人理事長（第4代）、静岡県立大学学長、高知県公立大学法人理事、学校法人京都精華大学理事、公益財団法人日本イタリア会館顧問を歴任。

## 略歴
（出典）
京都大学防災研究所助教授、京都大学大学院理学研究科・理学部教授、京都大学大学院理学研究科研究科長、京都大学理学部学部長、京都大学副学長（教育・学生担当）、2003年から2008年まで京都大学総長（第24代）、公益財団法人国際高等研究所所長（第5代）などを歴任した。2021年4月1日より静岡県立大学学長に着任。

## 概要
東京府出身の地震学者である。京都大学にて永年にわたって教鞭を執り、防災研究所の助教授、大学院理学研究科・理学部教授を務めた。大学院理学研究科の研究科長や理学部の学部長を経て副学長を務めるなど要職を歴任し、2003年から2008年にかけて総長を務めた。京都大学を退職してからは国際高等研究所に転じ、所長を務めた。また、静岡県立大学などを設置・運営する公立大学法人の理事長を務めた。京都芸術大学（旧称・京都造形芸術大学，京都市立芸術大学と名称で係争中）の学長を務めている。「2038年に南海トラフの巨大地震が起こる」という論文を書いている。
また、趣味の俳句では、俳人としても著書を出版していおり、俳句結社「氷室」の主宰である。

## 来歴

### 生い立ち
1940年、東京府に生まれた。のちに高知県へ転居し、香美郡在所村（現：香美市）の第三小学校に入学するも一年足らずで高知市立第六小学校に転校した。1959年3月土佐高等学校卒業。1963年3月京都大学理学部地球物理学科卒業。1972年3月に「On the nature of the occurrence of intermediate and deep earthquakes」と題した博士論文で、京都大学から理学博士の学位を取得した。

### 地球科学者として
大学卒業後の1963年4月、京都大学防災研究所助手に着任し、地かく変動研究部門に属した。1973年5月、京都大学防災研究所助教授に昇任し、微小地震研究部門に属した。1988年12月には、京都大学理学部に転じ教授に昇任した。理学部では主として地球物理学科の講義を担当し、応用地球物理学講座を受け持った。1992年6月からは地震学講座を受け持った。大学院重点化により、1995年4月からは大学院理学研究科の教授が本務となった。理学研究科では主として地球惑星科学専攻の講義を担当し、固体地球物理学講座を受け持った。1997年4月から1999年3月にかけては、大学院理学研究科の研究科長と理学部の学部長を兼務した。2001年4月には副学長（教育・学生担当）に就任し、2003年12月まで務めた。なお、2001年4月から2003年3月にかけては、京都大学体育指導センターの所長も兼務していた。2003年12月、京都大学の第24代総長に就任した。なお、京都大学での勤務の傍ら、文部科学省が所管する財団法人である国際高等研究所において、2003年12月より理事を兼任していた。また、外務省と文部科学省が所管する財団法人である日本イタリア京都会館においては、2004年6月より理事を兼任していた。2008年9月に京都大学の総長を退任し、同年10月に京都大学の名誉教授の称号が授与された。
京都大学退職後は、かねてより理事を兼任していた国際高等研究所での活動が本務となり、金森順次郎の後任として2009年4月より第5代所長を務めた。国際高等研究所での勤務の傍ら、京都精華大学などを設置・運営する「学校法人京都精華大学」において、2008年12月より理事を兼任していた。2013年3月に国際高等研究所を退職し、千住博の後任として同年4月より京都造形芸術大学の学長に就任した。京都造形芸術大学での勤務の傍ら、高知県立大学などを設置・運営する「高知県公立大学法人」において、2015年4月より理事を兼任していた。また、静岡県立大学などを設置・運営する「静岡県公立大学法人」においては、本庶佑の後任として2018年4月に理事長に就任した。

## 人物
- 京都大学にて総長を務めていた際に、京都大学生活協同組合の店長と共に学生の意見を入れて15種類のカレーフェアを実施した。そのとき好評を博したステーキカレーを2005年11月に学内のレストラン「カンフォーラ」で限定販売したところ、人気の定番メニューとなった。「それをレトルトにしたい」との申し入れがあり、尾池が承諾したことから、2007年9月より京都放送と京都大学生活協同組合が共同で「総長カレー」と命名したレトルトカレーを販売している[3][4]。総長退任後も販売は継続されており、2013年5月現在で1億5000万円以上の売り上げがあるが、尾池がもらったのは「総長カレー」5箱のみである。
- 同級生に利根川進などがいる。

## 略歴
- 1959年3月 - 土佐高等学校卒業
- 1963年3月 - 京都大学理学部地球物理学科卒業
- 1972年3月 - 京都大学より理学博士の学位を取得、学位論文の題は「On the nature of the occurrence of intermediate and deep earthquakes（稍深発および深発地震発生の性質について）」
- 1963年4月 - 京都大学防災研究所助手（地かく変動研究部門）
- 1973年5月 - 京都大学防災研究所助教授（微小地震研究部門）
- 1985年4月 - 地震学会（現：日本地震学会）委員長（1986年3月まで）
- 1988年12月 - 京都大学理学部地球物理学科教授（応用地球物理学講座）
- 1991年10月 - 日本学術会議地震学研究連絡委員会委員長（1997年10月まで）
- 1992年6月 - 京都大学理学部地球物理学科教授（地震学講座）
- 1995年4月 - 京都大学大学院理学研究科教授（地球惑星科学専攻固体地球物理学講座）
- 1997年4月 - 京都大学大学院理学研究科長・理学部長（1999年3月まで）
- 2001年4月 - 京都大学副学長（教育・学生担当 2003年12月まで）
- 2001年4月 - 京都大学体育指導センター所長（2003年3月まで）
- 2003年12月 - 京都大学総長（2008年9月まで）、財団法人国際高等研究所理事
- 2004年3月 - 中央教育審議会臨時委員（大学分科会 2009年1月まで）
- 2004年4月 - 国立大学協会理事（2008年9月まで）
- 2004年6月 - 財団法人日本イタリア京都会館理事
- 2008年5月 - 日本ジオパーク委員会委員長
- 2008年10月 - 京都大学名誉教授
- 2008年12月 - 学校法人京都精華大学理事（現職）
- 2009年4月 - 財団法人国際高等研究所所長
- 2013年3月 - 財団法人国際高等研究所退職
- 2013年4月 - 学校法人瓜生山学園京都造形芸術大学学長（現職）
- 2015年4月 - 高知県公立大学法人理事（現職）
- 2018年4月 - 静岡県公立大学法人理事長

## 著書
- 『中国の地震予知』日本放送出版協会 NHKブックス 1978
- 『中国の地震・日本の地震』東方書店 1979
- 『中国と地震』東方書店 1979
- 『インドネシアの旅 - ジャワとバリの火山を訪ねて』産業図書、1987年。ISBN 978-4946439247
- 『地震発生のしくみと予知』古今書院、1989年。ISBN 978-4772211697
- 『日本地震列島』朝日文庫、1992年
- 『活動期に入った地震列島』岩波書店〈岩波科学ライブラリー〉、1995
- 『俳景 - 洛中洛外・地球科学と俳句の風景』宝塚出版、1999年。ISBN 978-4795282933
- 『急性心筋梗塞からの生還』宝塚出版、2000年
- 『図解雑学 地震』ナツメ社、2001年。ISBN 978-4816330292
- 『続 俳景 - 洛中洛外・地球科学と俳句の風景』宝塚出版、2002年
- 『大地 尾池和夫句集』角川書店 2004
- 『俳景 洛中洛外・地球科学と俳句の風景 3』宝塚出版 2007
- 『変動帯の文化―国立大学法人化の前後に (京都大学総長メッセージ2003-2008)』京都大学学術出版会、2009年
- 『日本列島の巨大地震』岩波書店〈岩波科学ライブラリー〉、2011年。ISBN 978-4000295857
- 『四季の地球科学 日本列島の時空を歩く』岩波新書、2012年。ISBN 978-4004313793
- 『俳景 洛中洛外・地球科学と俳句の風景 4』マニュアルハウス 2013
- 『2038年南海トラフの巨大地震』マニュアルハウス 2015

### 共著
- 『日本のジオパーク 見る・食べる・学ぶ』加藤碵一,渡辺真人共著 ナカニシヤ出版 2011
- 『天地人 三才の世界 宇宙・地球と人間の関わりの新しいリテラシーの創造』竹本修三共編著 マニュアルハウス 2014

## 主要論文
- 断層付近の応力場と地動変位 地震 第2輯 1971年 24巻 4号 p.318-334, doi:10.4294/zisin1948.24.4_318
- 地震の科学と地震予知の研究 地震学研究連絡委員会の活動から 学術の動向 1997年 2巻 10号 p.64-65, doi:10.5363/tits.2.10_64
- 鳥取微小地震観測所の震源表について 地震 第2輯 1975年 28巻 3号 p.331-346, doi:10.4294/zisin1948.28.3_331
- 電卓を利用した積算記録計 地震 第2輯 1985年 38巻 3号 p.459-461, doi:10.4294/zisin1948.38.3_459
- 山崎断層の地震 (1984年5月30日, M5.6) に対する報道機関の反応 地震 第2輯 1986年 39巻 3号 p.475-477, doi:10.4294/zisin1948.39.3_475
- ジャワとバリの火山 地学雑誌 1988年 97巻 7号 p.Plate1-Plate4, doi:10.5026/jgeography.97.7_Plate1
- 『地震学と統計学』 統計数理研究所 研究活動 (研究会報告 大学教育における統計学)) 1993年12月, 第41巻, hdl:10787/2121, NAID 120006019904
- 『会長・総長インタビュー 京都大学 「自由の学風」の伝統を維持しつつ知を世界に発信する使命を果たす』 文部科学教育通信 (115), 14-19, 2005-01-10, NAID 40006579943
- 『大陸移動説の歴史を振り返る (第2回研究会)』 京大地球物理学研究の百年, 2010, 1巻, p.35-38, hdl:2433/169861
- 『理学部の教授室から南極観測を見る : 送り出す側から (5. 南極観測)』 京大地球物理学研究の百年(II) 2010, 2巻, p.111-113, hdl:2433/169887

### 共著
- 尾池和夫、三雲健、極微小地震の多点観測と地下構造の影響 地震 第2輯 1968年 21巻 1号 p.54-66, doi:10.4294/zisin1948.21.1_54
- 三雲健、大塚道男、尾池和夫、和歌山地方の地殻構造と微小地震の発震機構 －1965年共同観測結果－ 地震 第2輯 1970年 23巻 3号 p.213-225, doi:10.4294/zisin1948.23.3_213
- 尾池和夫、志知竜一、中国における地震予知 地震 第2輯 1975年 28巻 1号 p.75-94, doi:10.4294/zisin1948.28.1_75
- 尾池和夫、松村一男、竹内文朗、松尾成光、清水昇、地震観測用長期間連続インク書き記録装置の開発 地震 第2輯 1976年 29巻 2号 p.127-135, doi:10.4294/zisin1948.29.2_127
- 岸本兆方、尾池和夫、渡辺邦彦、佃為成、平野憲雄、中尾節郎、鳥取および北陸微小地震観測所のテレメータ・システムについて 地震 第2輯 1978年 31巻 3号 p.265-274, doi:10.4294/zisin1948.31.3_265
- 藤田和夫、尾池和夫、『本州弧の活構造と地震活動』 科学 51(11), p704-711, 1981-11, NAID 40000394284
- 石川有三、尾池和夫、中国のダム誘発地震について 地震 第2輯 1982年 35巻 2号 p.171-181, doi:10.4294/zisin1948.35.2_171
- 松村一男、尾池和夫、音響用テープレコーダを用いた地震波記録装置 (OM型イベントレコーダ) 地震 第2輯 1985年 38巻 3号 p.359-364, doi:10.4294/zisin1948.38.3_359
- 野田弘、尾池和夫、1980年9月11日琵琶湖南部の小地震 (M 4.6) に伴う地下水位変動 地震 第2輯 1986年 39巻 4号 p.635-643, doi:10.4294/zisin1948.39.4_635
- 堀高峰、尾池和夫、南海トラフ沿いのプレート境界巨大地震前後における西南日本の地震活動度変化のメカニズム (総特集 地震発生の基礎法則と物理モデル--地震発生の場と物理過程(1)), 月刊地球 20(9), 582-586, 1998-09, NAID 40004227838

## 受賞
- 2010年 - 全国日本学士会アカデミア賞
- 2014年 - 日本地球惑星科学連合フェロー